# Glycosidasen
Glycosidasen (EC 3.2.1.), auch Glykosidasen, gehören zu der Enzymklasse der Hydrolasen. Glycosidasen sind ubiquitär vorkommende Enzyme, die in allen Reichen (Pflanzen, Tiere, Pilze und Protisten) zu finden sind. 
Eine Glycosidase katalysiert reversibel die Hydrolyse einer glycosidischen Bindung in einem Glycosid, wobei ein Zucker („Glycon“) und das sogenannte „Aglycon“ unter Verbrauch eines Wassermoleküls freigesetzt werden. Sie sind meist mehr oder weniger spezifisch für den abzuspaltenden Zucker, die Art des Aglycons spielt hingegen eine geringere Rolle. Da das Gleichgewicht der Reaktion auf Seiten der Spaltungsprodukte liegt, ist keine Energiezufuhr notwendig. Unter besonderen Laborbedingungen kann man diese Gleichgewichtsreaktion aber auch zur Synthese von synthetisch schwer zugänglichen Glycosiden ausnutzen.
Glycosidasen kommen häufig als Verdauungsenzyme vor. Solche Glycosidasen sind eher unspezifisch, können also ein recht breites Spektrum von Glycosiden hydrolysieren. Kohlenhydrate spielen neben ihrer Aufgabe als Energieträger aber auch in biochemischen Signalprozessen wie z. B. der Kommunikation zwischen Zellen eine wichtige Rolle. Beim Aufbau von komplexen Kohlenhydratstrukturen auf der Zelloberfläche werden einzelne Monosaccharide durch sehr spezifische Glycosidasen in Zwischenschritten wieder abgespalten. Beispielsweise existieren die Amylasen, Lysozym, Galactosidasen, Mannosidasen, Fucosidasen, Cellulasen und viele weitere Glycosidasen.
Der Aufbau von Glycosiden erfolgt durch meist sehr spezifische Glycosyltransferasen unter Energiezufuhr.
Das pH-Optimum von Glycosidasen liegt für Insekten verschiedener Ordnungen zwischen pH 4,0 und pH 7,0. Bei vielen Pflanzen hingegen ist das pH-Optimum ausschließlich im sauren Bereich um pH 5,0 angesiedelt.